# پرواز شماره ۵۳۸ ترنس استرالیا ایرلاینز
پرواز شماره ۵۳۸ ترنس استرالیا ایرلاینز (به انگلیسی: Trans Australia Airlines Flight 538) یک پرواز از بریزبن به مقصد مکای که به همراه ۲۵ مسافر و ۴ خدمه بود، در تاریخ ۱۰ ژوئن ۱۹۶۰ در مکای دچار سانحه شد و ۲۹ نفر جان باختند.